# Bandera de Ruesga (Cantabria)
La bandera de Ruesga es uno de los símbolos del municipio español de Ruesga (Cantabria), junto a su escudo. Es de paño rectangular, horizontal, de proporciones no indicadas, dividida horizontalmente en tres partes iguales, de color verde la superior, amarillo la intermedia y azul la inferior. El color verde representa el matiz cromático predominante en el valle y comarca de Ruesga; el amarillo simboliza los recursos naturales y humanos y de su patrimonio; y el azul, la hidalguía, nobleza y laboriosidad de sus habitantes.
La bandera fue adoptada en sesión plenaria ordinaria celebrada por el Ayuntamiento el día 29 de noviembre de 1999 siendo autorizada por el Consejo de Gobierno de Cantabria el día 2 de julio de 2001, previo informe favorable emitido por la Real Academia de la Historia.